# Мэтлок (телесериал)
«Мэтлок» (англ. Matlock) — длительный американский юридический драматический телесериал с Энди Гриффитом в главной роли. Сериал транслировался на протяжении девяти сезонов: с 1986 по 1992 год на канале NBC, а с 1992 по 1995 год на ABC. В центре сюжета находился немолодой юрист из Атланты — Бен Мэтлок, а все действие сериала происходило в зале суда, так же, как и в его предшественнике, сериале «Перри Мейсон». Сериал был отмечен несколькими премиями, в том числе в 1992 году выиграл «Эмми» за лучшую музыку, а Джули Соммарс номинировалась на «Золотой глобус» в 1990 году.
Благодаря своей концепции в каждом из 194 эпизодов сериала снимались разные актёры, что и привлекало в сериал множество известных тогда, или же прославившихся после актёров. В шоу в разные годы появились Бетти Уайт, Ширли Найт, Брайан Крэнстон, Мелисса Макбрайд, Пайпер Лори, Рэнди Трэвис, Джери Райан, Дик Ван Дайк, Джейсон Бейтман, Дэвид Кэррадайн, Энн Фрэнсис, Скотт Бакула, Фрэнсис Фишер, Вивика А. Фокс, Брюс Гринвуд, Патриция Хитон, Марша Хант, Мэри-Маргарет Хьюмс, Линда Келси, Родди Макдауэлл, Гейл О’Грэйди, Бренда Стронг, Шири Дж. Уилсон, Арлин Голонка и многие другие.